# Jessica Kiper
Jessica Michele Kiper (22 de fevereiro de 1979) é uma atriz, modelo e cantora norte-americana. Participou de duas temporadas do reality show competitivo norte-americano, Survivor. Em 2008, participou da décima - sétima temporada da série, intitulada Survivor: Gabon onde ficou conhecida pelos telespectadores do programa como Sugar; em 2010 retornou para uma segunda chance na vigésima temporada intitulada Survivor: Heroes vs. Villains integrando a tribo dos Heróis.

## Antes do Survivor
Sugar nasceu no Brooklyn, Nova Iorque; começou a atuar com 19 anos de idade e, desde então, apareceu em vários comerciais e programas de televisão. Seu primeiro papel importante foi interpretando a personagem Nick no popular seriado norte-americano Angel; posteriormente fez uma pequena participação no, também popular, seriado Gilmore Girls, interpretando Shane, namorada do personagem Jess. Desde então fez várias participações em filmes e programas de televisão, tendo mais destaque como "Precious" em Sex and Death 101, com Winona Ryder e Simon Baker.
Sugar mora com seu cachorro "Major P. Pants", e teve um relacionamento com o ator Tony Denman. É integrante da banda She Loves Betty White onde atua como cantora e toca bateria.

## Survivor: Gabon
Jessica Kiper competiu na décima-sétima temporada do reality show televisivo Survivor da rede americana CBS. A temporada, intitulada Survivor: Gabon – Last Earth´s Eden, estreou em 25 de setembro de 2008, mostrando Jessica, ao lado de outros 17 competidores, na disputa pelo prêmio de um milhão de dólares. Durante todo o show Jessica foi chamada e ficou conhecida pelo apelido “Sugar”. No episódio final da temporada, apresentado em 14 de dezembro de 2008, foi revelado que Sugar terminou em terceiro lugar, ficando atrás do vencedor Robert Crowley e de Susie Smith, segunda colocada.

## Survivor: Heroes vs. Villains
Sugar participou da vigésima temporada do reality show Survivor, intitulada Survivor: Heroes vs. Villains, onde foi designada para competir pela tribo dos Heróis. Diferente da primeira temporada que participou, nesta Sugar fez uma participação curta e foi a primeira pessoa eliminada da competição após ser percebida como fraca e suas emoções e flertes irritarem seus companheiros de tribo.

## Participação em episódios de Survivor
Sugar participou de 17 episódios de Survivor e permaneceu 39 dias na competição em sua estada no Gabão e 3 dias em Samoa, quando participou de Survivor: Heroes vs. Villains. Ao todo, Sugar já competiu 42 dias de Survivor.
| #  | Ano  | Temporada                           | Episódio                                          | Data de transmissão | Tribo               |
| -- | ---- | ----------------------------------- | ------------------------------------------------- | ------------------- | ------------------- |
| 1  | 2008 | Survivor: Gabon - Earth´s Last Eden | Want to See the Elephant Dung?                    | 25 de setembro      | Kota                |
| 2  | 2008 | Survivor: Gabon - Earth´s Last Eden | She Obviously Is Post-Op!                         | 2 de outubro        | Kota                |
| 3  | 2008 | Survivor: Gabon - Earth´s Last Eden | It Was Like Christmas Morning!                    | 9 de outubro        | Kota → Fang         |
| 4  | 2008 | Survivor: Gabon - Earth´s Last Eden | This Camp is Cursed                               | 16 de outubro       | Fang                |
| 5  | 2008 | Survivor: Gabon - Earth´s Last Eden | He's a Snake, But He's My Snake                   | 23 de outubro       | Fang                |
| 6  | 2008 | Survivor: Gabon - Earth´s Last Eden | It All Depends on the Pin-Up Girl                 | 30 de outubro       | Fang                |
| 7  | 2008 | Survivor: Gabon - Earth´s Last Eden | Apple in the Garden of Eden                       | 6 de novembro       | Fang                |
| 8  | 2008 | Survivor: Gabon - Earth´s Last Eden | The Brains Behind Everything                      | 13 de novembro      | Fang → Nobag        |
| 9  | 2008 | Survivor: Gabon - Earth´s Last Eden | Nothing Tastes Better Than Five Hundred Dollars   | 20 de novembro      | Nobag               |
| 10 | 2008 | Survivor: Gabon - Earth´s Last Eden | I Was Put on the Planet for This Show             | 27 de novembro      | Kota → Fang → Nobag |
| 11 | 2008 | Survivor: Gabon - Earth´s Last Eden | The Good Things in Life Aren't Easy               | 4 de dezembro       | Nobag               |
| 12 | 2008 | Survivor: Gabon - Earth´s Last Eden | The Good Guys Should Win in the End               | 11 de dezembro      | Nobag               |
| 13 | 2008 | Survivor: Gabon - Earth´s Last Eden | Say Goodbye to Gabon                              | 14 de dezembro      | Nobag               |
| 14 | 2008 | Survivor: Gabon - Earth´s Last Eden | Survivor: Gabon - Earth's Last Eden - The Reunion | 14 de dezembro      | Nobag               |
| 15 | 2010 | Especial                            | Surviving Survivor                                | 4 de fevereiro      |                     |
| 16 | 2010 | Survivor: Heroes vs. Villains       | Slay Everyone, Trust No One                       | 11 de fevereiro     | Heroes              |
| 17 | 2010 | Survivor: Heroes vs. Villains       | Survivor: Heroes vs. Villains - The Reunion       | 16 de maio          |                     |

## Filmografia

### Séries de Televisão
| Ano  | Título                        | Personagem  |
| ---- | ----------------------------- | ----------- |
| 2010 | Survivor: Heroes vs. Villains | ela mesma   |
| 2008 | Survivor: Gabon               | ela mesma   |
| 2003 | Judging Amy                   | Adolescente |
| 2002 | Gilmore Girls                 | Shane       |
| 2002 | Angel                         | Nick        |
| 2001 | Titus                         | Prom Date   |
| 2000 | Undressed                     | Zia         |
| 1999 | For Your Love                 | Amber       |